# Cerkiew Zaśnięcia Przenajświętszej Bogurodzicy w Gryficach
Cerkiew pod wezwaniem Zaśnięcia Przenajświętszej Bogurodzicy – prawosławna cerkiew parafialna w Gryficach. Należy do dekanatu Szczecin diecezji wrocławsko-szczecińskiej Polskiego Autokefalicznego Kościoła Prawosławnego.
Świątynia znajduje się przy ulicy Nowy Świat 1.

## Historia

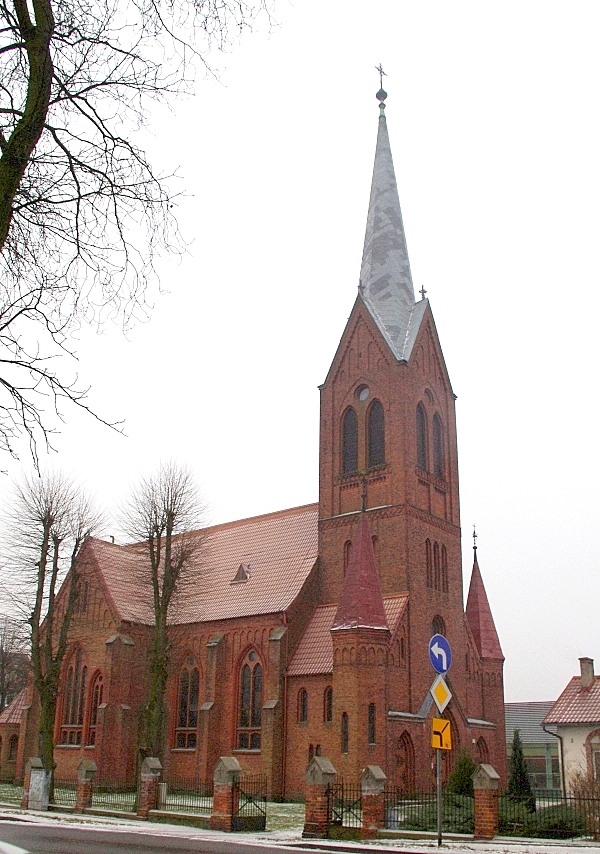
Widok ogólny (2015)

Obiekt został wybudowany w latach 1911–1913 w stylu neogotyckim na planie krzyża łacińskiego jako kościół staroluterański pw. św. Jana (niem.  St. Johanniskirche). Stanęła w miejscu ryglowego kościoła z 1851, który został rozebrany w kilkadziesiąt lat później. Po II wojnie światowej obiekt pełnił przez kilkanaście miesięcy rolę magazynów, a od 10 maja 1946 zorganizowano w nim kościół katolicki pw. św. Stanisława Kostki, który był użytkowany przez Katolicki Urząd Parafialny w Gryficach.
29 listopada 1954 przejęty został przez prawosławnych. Dzięki staraniom wiernych i duchowieństwa w tym samym roku powstała parafia Zaśnięcia Przenajświętszej Bogurodzicy. W latach 1987–1992 świątynia była remontowana. Do 2009 gryficka cerkiew – jako jedyna w Polsce – nie posiadała ikonostasu. Część wyposażenia świątyni pochodzi z cerkwi w Dolicach.
Cerkiew została wpisana do rejestru zabytków dziedzictwa narodowego (nr rej. A-1088 z 28 maja 1988).

### Opracowania
- Macholak J., Z dziejów parafii rzymskokatolickiej w Gryficach w latach 1945–1957 [w]: Cieśliński A. (pod red.), Ziemia Gryficka 1993. Kościół katolicki na ziemi gryfickiej, Szczecin–Gryfice 1993.